# Фонд Баугауз Тель-Авів
Фонд Bauhaus у Тель-Авіві, Ізраїль, це приватний музей на першому поверсі будівлі, побудованої в інтернаціональному стилі в 1934 році, розташованої на вулиці Бяліка, 21. Він належить американському мільярдеру, бізнесмену, колекціонеру творів мистецтва та філантропу Рональду Лаудеру. Початковий проект очолювала Даніела Люксембург.
Площа експозиції 120 квадратних метрів (1 300 фут2) містить меблі та речі, пов’язані з рухом Bauhaus 1920-х і 1930-х років, а також виставки про інтернаціональний стиль. Включено предмети та меблі, розроблені Людвігом Місом ван дер Рое, Марселем Брейером і Вальтером Гропіусом. Експонати були передані приватними колекціями, переважно є власністю Лаудера.

## Вхід
Вхід вільний. Музей працює двічі на тиждень, по середах з 11 год ранку до 5 вечора та в п'ятницю з 10 год ранку до 2 вечора 